# ツェツィーリエ・ツー・メクレンブルク＝シュヴェリーン
ツェツィーリエ・ツー・メクレンブルク（Cecilie Auguste Marie Herzogin zu Mecklenburg[-Schwerin], 1886年9月20日  - 1954年5月6日）は、ドイツのメクレンブルク＝シュヴェリーン大公家の大公女で、帝政ドイツ最後の皇太子ヴィルヘルムの妃。

## 生涯
メクレンブルク＝シュヴェリーン大公フリードリヒ・フランツ3世とその妻でロシア大公ミハイル・ニコラエヴィチの娘であるアナスタシア・ミハイロヴナの間の第3子、次女として生まれ、シュヴェリーン城で育てられた。姉はデンマーク王妃アレクサンドリーネ、兄は最後のメクレンブルク＝シュヴェリーン大公フリードリヒ・フランツ4世である。1905年6月6日にベルリンにおいて、ドイツ皇太子・プロイセン王太子ヴィルヘルムと結婚した。皇太子夫妻の婚礼はその年のドイツにおける最も華々しい国家行事で、ブランデンブルク門から披露宴の行われるベルリン王宮までの道路は莫大な費用をかけて美々しく飾られた。

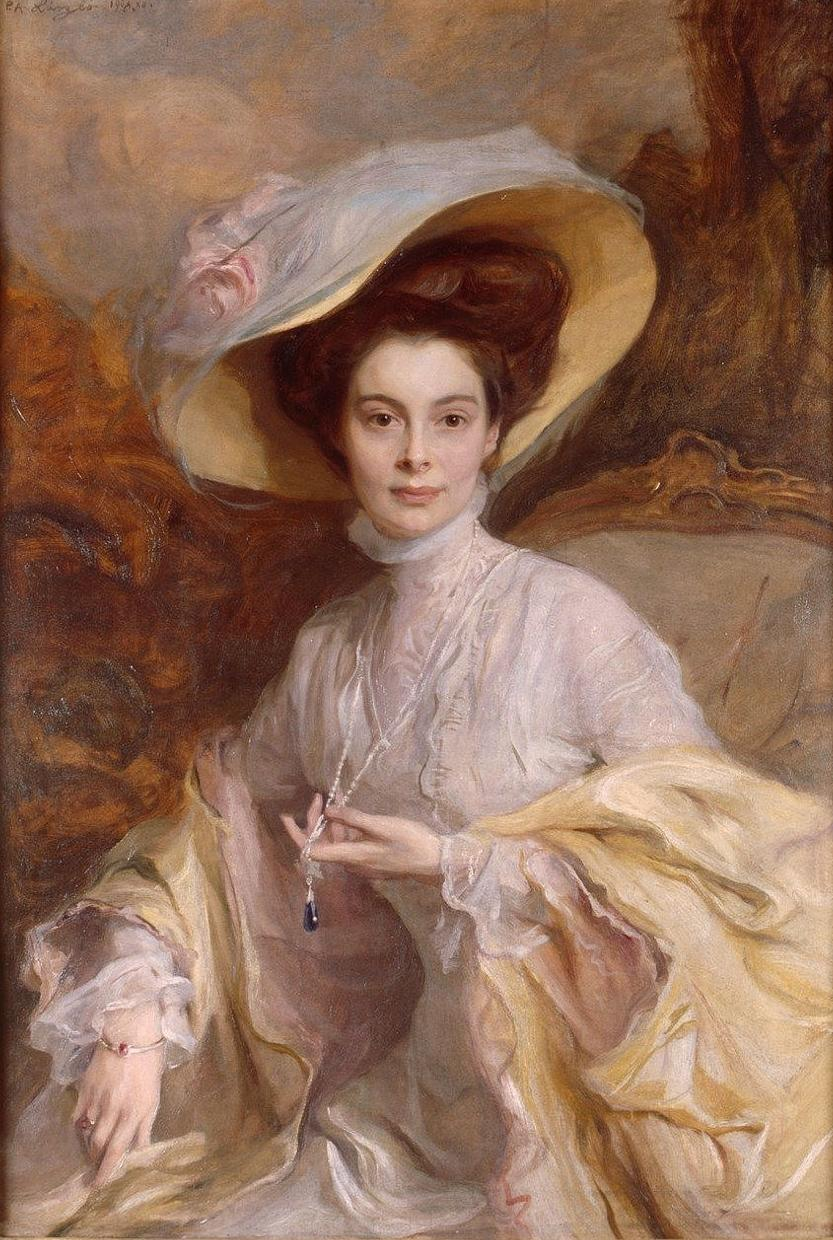
ツェツィーリエ皇太子妃、フィリップ・ド・ラースロー画、1906年

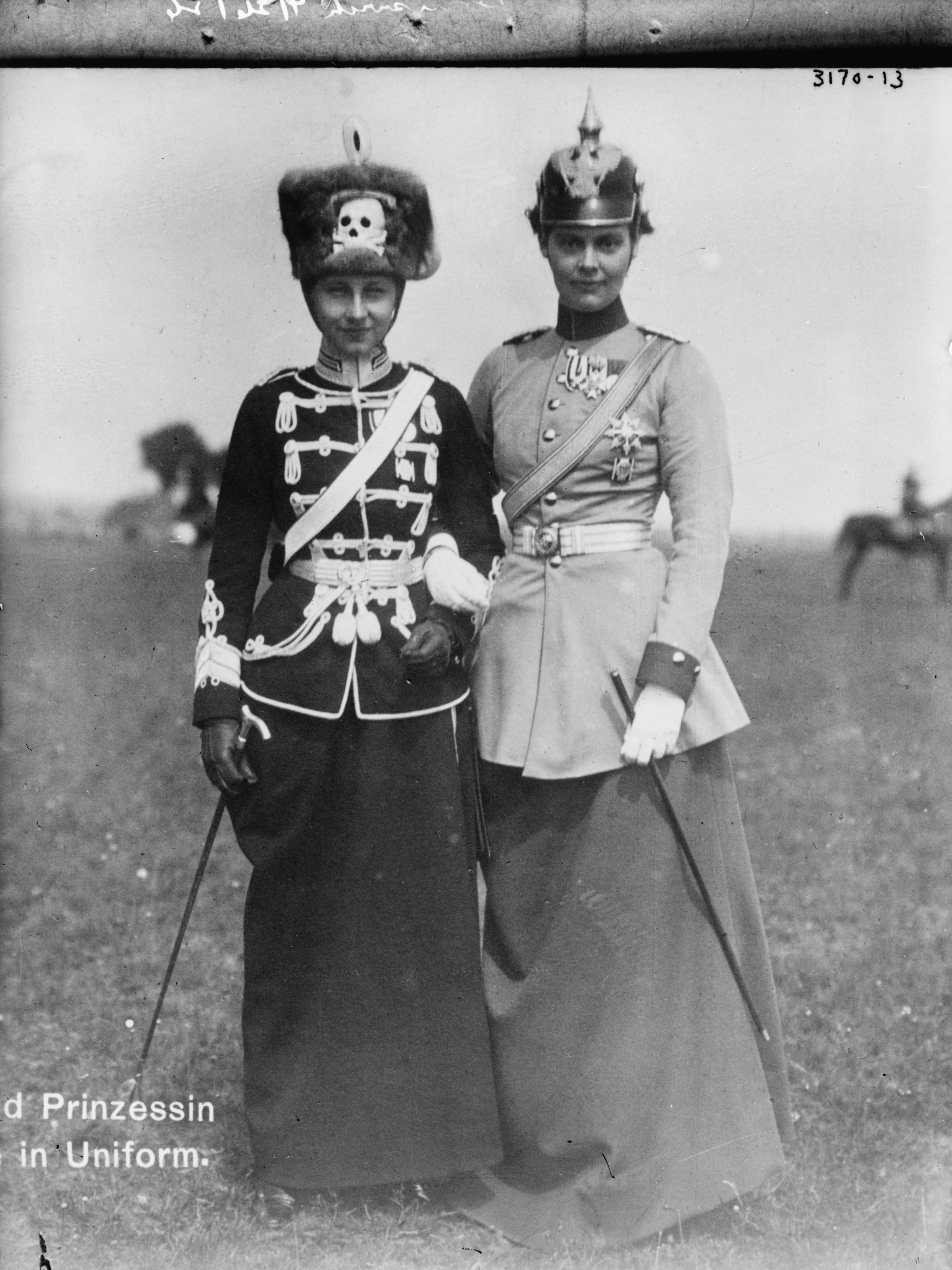
義妹のヴィクトリア･ルイーゼ王女と

ツェツィーリエは人見知りしない性格で瞬く間に新しい環境に慣れ、飾らない人柄のおかげで宮廷の人々からも一般大衆からも熱烈に支持された。当時の新聞や雑誌は、皇太子妃の生来の美しさはもちろんのこと、当世風でありながらエレガントな立ち居振る舞いを称賛した。実際、ツェツィーリエは最先端の流行に非常に敏感なたちで、帽子のコレクションに熱中し、多くのドイツの若い女性や少女たちのファッションの見本となっていた。ツェツィーリエは聡明な女性だったが、彼女は自分の能力を外見を磨くことだけでなく、社会貢献にも発揮した。特に女子教育の発展に深い関心を寄せ、そのために多くの学校や通りが設立時に彼女の名を冠した（現在でもツェツィーリエの名前を残しているものもある）。
私生活でも夫ヴィルヘルムとの仲は良好で、愛情深く互いを深く尊敬しあう夫婦関係を築いた。皇太子一家は夏はポツダムのノイエンガルテン（Neuer Garten Potsdam）にあるマルモル宮殿（Marmorpalais）で、冬はウンター・デン・リンデン大通りに立つ皇太子宮殿（Kronprinzenpalais）で暮らした。
ツェツィーリエの皇太子妃としての安穏な生活は、第1次世界大戦の終焉とともに起きたドイツ革命により、終わりを告げた。ツェツィーリエは退位した舅のドイツ皇帝ヴィルヘルム2世と皇后アウグステ・ヴィクトリア、そして夫の皇太子ヴィルヘルムと一緒に亡命することを拒んだ。彼女は6人の子供たちとともにベルリンに残り、以前にまして慈善活動に身を捧げた。夫の皇太子は1923年に帰国を許されたが、皇太子夫妻の夫婦仲は、5年間の別居生活の間に皇太子が数多くの他の女たちとの情事に耽っていたせいで、冷め切っていた。
ツェツィーリエは君主制支持者の組織で熱心に活動をした。1924年には、鉄兜団、前線兵士同盟の姉妹組織であるルイーゼ王妃連盟（Bund Königin Luise）の後援者となった。
1933年のナチ党の権力掌握後、全ての君主制支持組織が解散させられた。元皇太子妃ツェツィーリエは最終的に公の場から退くことを余儀なくされ、ポツダムのツェツィーリエンホーフ宮殿で私人として暮らすことになった。ツェツィーリエは音楽にのめり込むようになり、自邸で私的な演奏会を開き、すでに有名な、あるいは将来有望な指揮者や若い音楽家たちとの友情を育んだ。ツェツィーリエの音楽サロンに出入りしていたのは、ブロニスラフ・フーベルマン、ヴィルヘルム・ケンプ、エリー・ナイ、ヴィルヘルム・フルトヴェングラー、青年時代のヘルベルト・フォン・カラヤンなどである。
1945年2月にベルリンへ赤軍が迫ると、ツェツィーリエは持ち運べるだけの荷物を持って安全な場所へ避難せねばならなくなった。彼女は次男のルイ・フェルディナント一家とともにバイエルンのバート・キッシンゲンに移り、1952年まで暮らした。バート・キッシンゲンではヴィルヘルム2世の元侍医で皇帝一家の信頼厚いパウル・ゾーティアー（Paul Sotier）が元皇太子妃に住まいを提供した。1952年から1954年までは、シュトゥットガルト郊外で生活した。第2次世界大戦後、忘れられていた皇太子妃ツェツィーリエの国民的人気も復活した。1954年5月6日、バート・キッシンゲンのゾーティアー邸を訪問していた際に脳梗塞を起こし、急死した。

## 子女
- ヴィルヘルム・フリードリヒ・フランツ・ヨーゼフ・クリスティアン・オーラフ（1906年 - 1940年）
- ルイ・フェルディナント・ヴィクトル・エドゥアルト・アーダルベルト・ミヒャエル・フーベルトゥス（1907年 - 1994年）
- フーベルトゥス・カール・ヴィルヘルム（1909年 - 1950年）
- フリードリヒ・ゲオルク・ヴィルヘルム・クリストフ（1911年 - 1966年）
- アレクサンドリーネ・イレーネ（1915年 - 1980年）
- ツェツィーリエ・ヴィクトリア・アナスタジア・ツィタ・ティーラ・アーデルハイト（1917年 - 1975年）

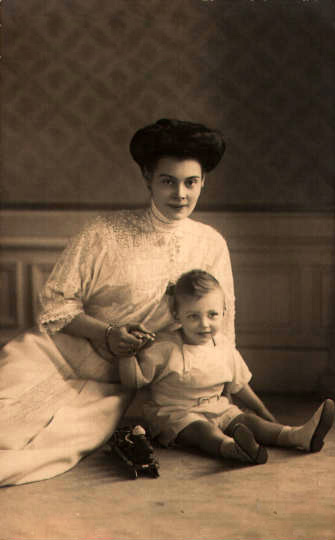
ツェツィーリエと長男ヴィルヘルム、1908年頃
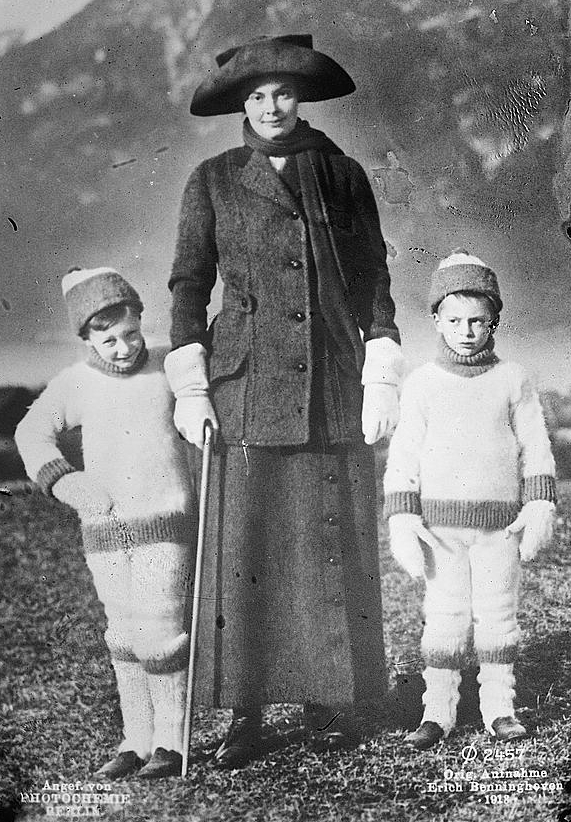
長男ヴィルヘルムと次男ルイ・フェルディナントと、1918年